# 일본계 뉴질랜드인
일본계 뉴질랜드인 (日系ニュージーランド人, Nikkei Nyūjirando-jin)은 일본인 혈통의 뉴질랜드인 시민으로, 뉴질랜드에서 태어난 일본 이민자와 그 후손을 포함할 수 있다. 일본인들은 1890년대에 처음으로 뉴질랜드로 이민하기 시작했다. 1920년까지 14명의 일본 시민이 뉴질랜드에 거주했다. 태평양 전쟁 기간 동안 일본 이민은 중단되었고 1950년대경에 다시 시작되었다. 이 시기부터 1990년대까지 일본 이민은 소규모로 유지되었다. 1997년에 일본인들은 뉴질랜드에서 19번째로 큰 민족 집단이었다. 2018년 인구 조사 기준으로, 18,141명의 뉴질랜드 거주자가 스스로를 일본계 뉴질랜드인으로 식별한다.

## 인구 통계
2018년 인구 조사에서 18,141명의 뉴질랜드 거주자가 스스로를 일본인 민족 집단의 구성원으로 식별했다. 이 중 중앙 연령은 28.6세였다. 여성은 남성(6,849명)에 비해 대다수(11,295명)를 차지했다. 역사가들은 여성의 비율이 높은 것은 뉴질랜드 시민과 혼인 관계에 있는 일본 여성의 수가 일본 남성보다 많기 때문이라고 지적한다. 일본 여성들은 워킹 홀리데이나 유학 목적으로 뉴질랜드로 이주할 가능성이 더 높다. 오클랜드 (뉴질랜드)는 일본인 거주자의 가장 많은 인구(46.7%)를 차지했으며, 다음으로 캔터베리 (17.4%)와 오타고 지방 (6.5%)이 뒤를 이었다. 일본 민족 거주자의 67.9%는 하나의 민족 집단에만 속했고, 25.9%는 두 개의 민족 집단에 속했다. 일본인 거주자의 30.1%는 뉴질랜드에서 태어났고, 69.9%는 해외에서 태어났다. 이 해외 출생 거주자의 66.4%는 아시아에서 태어났다. 2013년 인구 조사에서는 10,269명의 거주자가 일본에서 태어났다.
2018년 인구 조사에서 일본인 민족 거주자의 88.4%가 영어를 구사했고, 61.6%는 두 가지 언어를 구사했다. 일본인 민족 거주자 대부분은 종교적 소속이 없었다 (73.7%); 8.2%는 불교 신자, 9.9%는 기독교 신자, 2.8%는 다른 종교 집단, 믿음 또는 철학에 속한다고 밝혔다.
뉴질랜드 일본인들의 가장 흔한 직업은 전문가(20.3%), 지역 사회 및 개인 서비스 종사자(18.4%), 기술 및 무역 종사자(13.7%)였다. 뉴질랜드 일본인의 40.3%가 정규직에 종사한다고 응답했다. 뉴질랜드 일본인의 39.9%가 현재 학업 중이었다.

## 역사
일본인의 뉴질랜드 이민은 1890년대에 처음 시작되었다. 최초의 일본인 정착민인 노다 아사지로는 남섬의 블러프에 도착했다. 1907년에 뉴질랜드 시민이 된 최초의 일본 국적자 중 한 명은 쓰키가와 가즈유키였다. 일본인의 뉴질랜드 이민이 시작되기 전에는 일본에서 온 대부분의 사람들은 외교적 또는 문화 탐색 목적으로 단기 방문자였다. 뉴질랜드는 19세기 후반부터 20세기 초반까지 비유럽 이민자들에 대해 엄격한 이민 정책을 유지했다. 예외적으로 뉴질랜드 거주자와 결혼했거나 부모가 뉴질랜드 거주자인 일본인은 허용되었다.
1868년에 시작된 일본의 메이지 유신 기간 동안, 일본의 250년간의 쇄국 정책이 끝난 후 뉴질랜드를 포함한 서구 국가를 탐험할 기회가 도입되었다. 1874년에는 일본 서커스단이 뉴질랜드를 방문한 최초의 일본인 방문객 중 일부였다. 1882년부터 1930년까지 일본 해군 함정들이 뉴질랜드를 방문하여 뉴질랜드인들에게 함정 견학을 제공했다.
1920년에는 14명의 일본 시민이 뉴질랜드에 거주했다. 이 기간 동안 10명의 일본인 이민자들이 뉴질랜드 시민권을 취득하기로 선택했다. 1931년에는 뉴질랜드에서 공부하는 최초의 일본인 학생이 도착했다.
더 많은 일본인 방문객과 이민자들이 도착하면서 일본 무역과 사업도 증가했다. 이민이 증가했음에도 불구하고 일부 백인 뉴질랜드인들은 아시아인 이민 유입에 대해 여전히 주저했다. 일본인들은 뉴질랜드로 이민 시 통합을 위해 일반적으로 영어 이름을 채택했다.

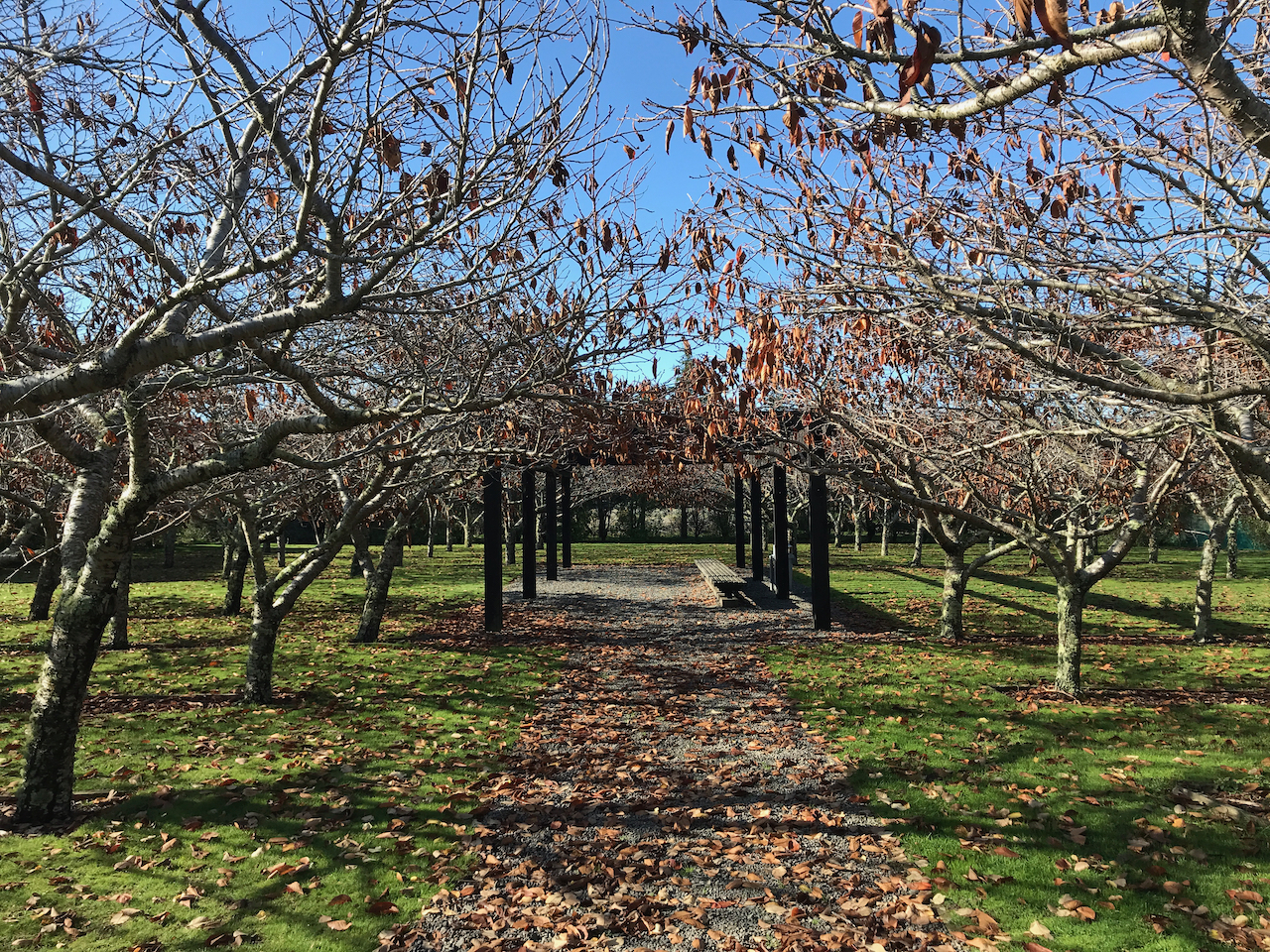
페더스턴 기념 정원

일본이 제2차 세계 대전에 참전하면서 일본인의 이민과 관광은 둔화되기 시작했다. 일본 기업과 일본 영사관과 같은 기관은 문을 닫았고, 일본인 이민자들에 대한 적대감이 고조되었다. 진주만 공격 이후, 일본인 이민자들은 일반적으로 섬스 섬이나 페더스턴의 포로수용소에 수감되었다. 1942년에는 8,000명의 일본인이 페더스턴에 수용되었다. 이 수용소에서의 교전으로 여러 명의 일본인 포로가 사망하거나 부상당했다. 1943년 2월 25일 페더스턴에서 강제 노동에 반대하는 파업이 발생하여 48명의 일본인 포로와 1명의 경비원이 사망했다. 현재 그 자리에는 일본과 뉴질랜드 간의 공동 기념 정원이 조성되어 있다.
일본과 뉴질랜드 간의 외교 관계는 1952년에 재수립되었다. 관계가 재수립되었고 일본 문화는 뉴질랜드의 주요 수출 관심사가 되었다.
1950년대와 1960년대 동안, 50명의 일본인 여성들이 일본 전쟁 신부로 뉴질랜드로 이민했다. 이 여성들은 제2차 세계 대전 후 영연방 점령군의 일원으로 일본에 주둔했던 뉴질랜드 군인들과 사랑에 빠졌다. 이 여성들은 뉴질랜드 생활에 적응하는 데 어려움을 겪었는데, 이는 동화되어야 한다는 지역 사회의 압력 부족, 그리고 외국인과 결혼하여 멀리 떠난 것에 대한 가족들의 불승인을 포함했다.

## 이민 및 관광
일본인의 뉴질랜드 이민은 1990년대까지 낮은 수준을 유지했다. 1976년과 1986년 사이에 뉴질랜드에 거주하는 일본인의 수는 1,245명에서 1,791명으로 증가했다. 1980년 이전에는 뉴질랜드에 정착된 일본인 이민 공동체가 없었다. 이 시기까지 소수의 일본 시민만이 뉴질랜드에 입국이 허용되었다. 1990년대 중반, 이민 정책 개혁의 결과로 뉴질랜드에 일본 시민을 위한 워킹 홀리데이 제도가 개설되었다. 이민 정책은 숙련된 직업 자격을 가진 일본 시민의 이민을 촉진하기 시작했다. 이로 인해 젊은 전문가들이 단기 이민자로 증가했다. 새로운 이민 기회의 도입은 뉴질랜드로의 일본인 이민을 크게 증가시켰다. 일본인 공동체, 보충 학교, 단체 및 사업체가 발전했다.
1991년에서 2001년 사이에 뉴질랜드의 일본인 인구는 2,970명에서 10,000명으로 증가하여 1991년 일본인 인구의 3.4배가 되었다. 1997년에는 일본계 민족이 뉴질랜드 인구의 0.21%를 차지했다. 학자들은 이러한 인구 규모의 급증을 1980년대 후반부터 일본 시민을 위한 관광 및 교육의 확장 때문이라고도 설명한다. 1991년 이민법 또한 일본인 이민 증가에 기여했다고 볼 수 있다. 이 법은 이민에 대한 더 다문화적인 관점을 가지고 다양한 민족과 배경을 가진 이민자들의 증가를 이끌었다.
1997년에는 162,736명의 일본인 관광객이 뉴질랜드를 방문하여 뉴질랜드 연간 방문객의 10.5%를 차지했다. 일본인 이민은 1990년대 이후 계속 증가하여 2018년에는 18,141명에 달했다. 이러한 꾸준한 증가는 종종 일본 문화의 서구화와 유럽계 뉴질랜드인 문화의 세계화에 기인한다. 이는 일본인들이 뉴질랜드 생활에 더 쉽게 적응할 수 있게 만들었다. 역사가들은 또한 뉴질랜드로의 일본인 이민의 큰 이유가 배우자, 파트너 또는 뉴질랜드 혈통의 직계 가족과 같은 가족 유대 때문이라고 지적한다. 1997년에는 뉴질랜드 영주권 신청 일본인 중 56.3%가 가족 범주로 신청했다.

## 지리적 분포
대규모 일본인 공동체는 오클랜드 (뉴질랜드), 크라이스트처치, 웰링턴, 더니딘 도시에 분포하고 있다.

### 오클랜드
대다수의 일본계 뉴질랜드인은 오클랜드에 거주한다. 1997년에 일본인 거주자의 41.8%가 오클랜드에 살았다. 오클랜드로의 일본인 이민은 주로 오클랜드의 일본 기업 지점으로 파견된 단기 비즈니스 재외국민들 때문에 시작되었다. 이러한 단기 비즈니스 재외국민들의 이민은 오클랜드에 더 넓은 일본인 공동체를 형성하는 데 기여했다. 오클랜드에는 오클랜드 일본어 보충 학교, 오클랜드 뉴질랜드-일본 협회, 그리고 오클랜드 일본인 기독교 교회가 있다. 오클랜드의 일본계 뉴질랜드인들은 주로 동부 교외 지역에 거주한다. 오클랜드의 많은 단기 일본인 거주자들은 오클랜드 내에 작은 일본인 거주지를 만들었다.

### 크라이스트처치/캔터베리
크라이스트처치 일본인 공동체는 1980년대에 비공식 공동체를 형성했다. 1992년에는 캔터베리 일본인 협회가 설립되었는데, 이는 일본인 이민자들이 뉴질랜드 사회에 통합하는 것을 돕고 문화적, 사회적 기회를 제공하는 것을 목표로 했다. 이 협회는 또한 계간지인 캔터베리 일본인 협회 신문을 발행한다. 이 신문은 일본 정부가 일본계 뉴질랜드인들과 소통하는 데도 활용된다. 1997년에는 뉴질랜드 일본 시민의 21%가 캔터베리에 거주했다. 2013년 기준으로, 2,568명의 일본인 거주자가 캔터베리에 거주했다.

### 웰링턴

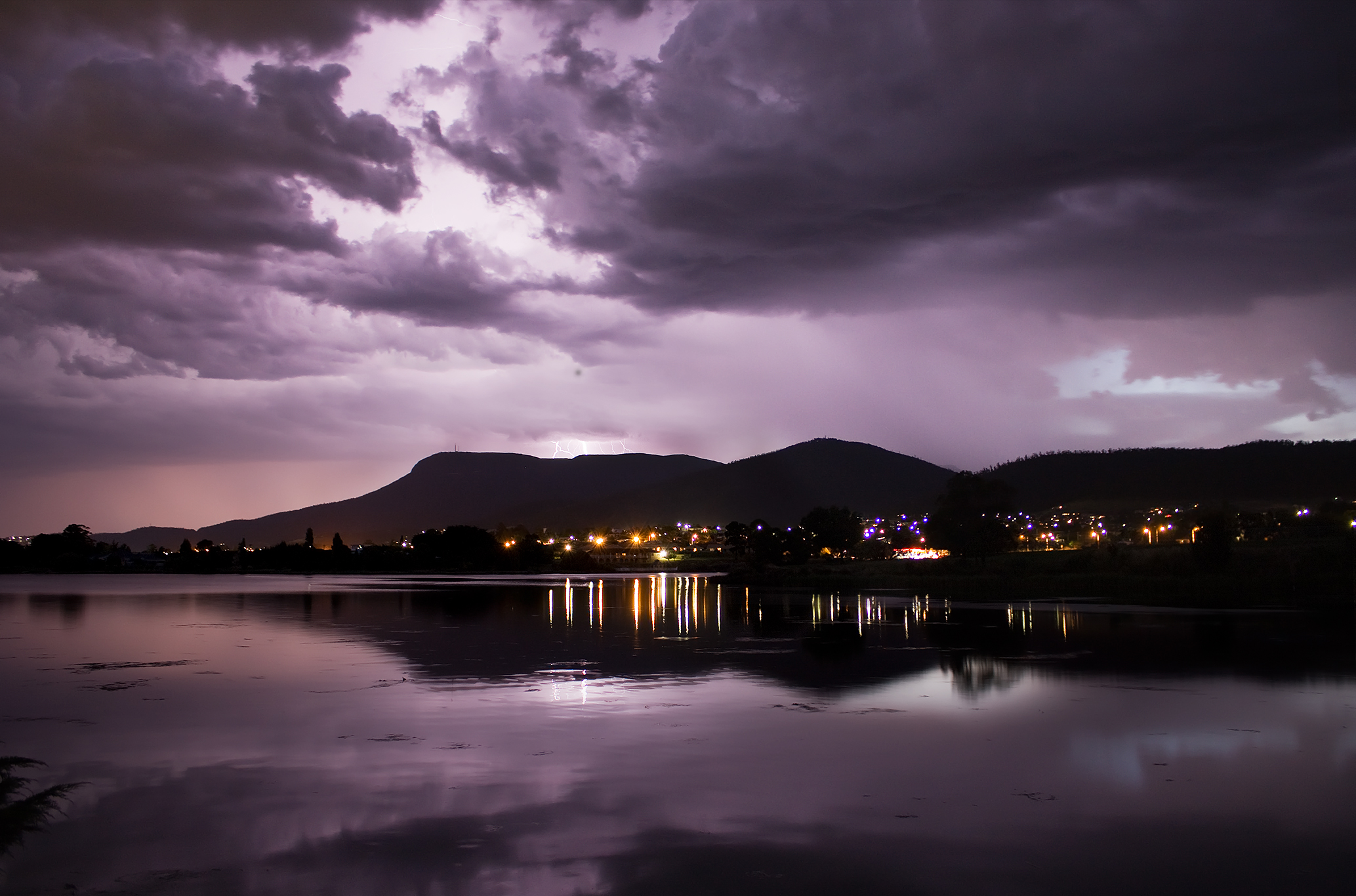
웰링턴

2013년에는 1,164명의 일본인 거주자가 웰링턴에 살았다. 이 도시는 한때 일본 선원회관을 두었는데, 이는 웰링턴 항구에 기항하는 일본인 어부와 선원들을 위한 오락 시설이었다. 현재 웰링턴에서는 매년 '웰링턴 일본 축제'를 개최한다. 이 축제는 일본, 웰링턴, 그리고 웰링턴의 일본 자매 도시인 사카이 간의 관계를 기념한다. 웰링턴에는 뉴질랜드에서 일본 문화를 홍보하는 웰링턴 일본인 협회가 있다. 또한 웰링턴에는 최소 60명의 회원을 가진 '[산가쓰카이] 오류: {{전자}}: transliteration text not Latin script (pos 1: 산) (도움말) 합창단'이 있다. 이 합창단은 일본계 뉴질랜드인들을 위한 지원 시스템 역할을 한다. 이 단체는 또한 웰링턴 내의 문화 행사에도 참여한다.

### 호크스베이
호크스베이에는 호크스베이 일본인 협회가 있다. 이 협회는 1961년 지역 주민이 지역 주민과 일본인 이민자들 사이에 공동체 그룹을 형성하기로 결정한 후 설립되었다. 이 협회는 일본 문화 중심의 행사뿐만 아니라 일본어 회화 수업도 운영한다.

## 교육
일본어 학교는 뉴질랜드에서 일본인 비즈니스 재외국민 자녀들이 뉴질랜드에 거주하는 동안 일본 학교 교육 과정을 계속 배울 수 있도록 처음 설립되었다. 전일제 일본어 교육 과정 학교와 시간제 일본어 보충 학교가 개설되었다. 최초의 보충 학교는 1972년 오클랜드에 개설되었다. 학생들은 일본으로 돌아갔을 때 일본 시스템에 통합될 수 있도록 지역 학교와 보충 학교 모두에 다녔다. 원래는 비즈니스 재외국민의 자녀만 입학이 허용되었지만, 수요가 증가함에 따라 영주권자도 입학이 허용되었다.
일본어 학습은 또한 뉴질랜드에서 인기 있는 언어 선택이다. 1993년 조사에 따르면 뉴질랜드에서 27,942명이 일본어를 학습하고 있었다. 당시 뉴질랜드는 세계에서 일본어를 학습하는 인구가 7번째로 많았다. 일본어 강좌는 1960년에 뉴질랜드의 중등 및 고등 교육 시스템에 처음 도입되었다.
오클랜드, 캔터베리/크라이스트처치, 웰링턴에는 주말 일본어 보충 교육 프로그램([호슈 주교 고] 오류: {{전자}}: transliteration text not Latin script (pos 1: 호) (도움말))이 있다. 뉴질랜드 내 일본어 학교는 다음과 같다:
- 캔터베리 일본어 보충 학교 (カンタベリー日本語補習校, Kantaberii Nihongo Hoshūkō) – 아일람 스쿨, 아일람, 크라이스트처치[25]
- 오클랜드 일본어 보충 학교 (オークランド日本語補習学校, Ōkurando Nihongo Hoshūgakkō)[26]
- 일본-뉴질랜드 합작 학교 (ウェリントン補習授業校, Werinton Hoshū Jugyō Kō)[27] – 크로프톤 다운스, 웰링턴

## 문화적 영향
제2차 세계 대전의 종식은 뉴질랜드가 일본 문화의 주요 수출에 관심을 갖게 된 계기가 되었다. 이 시기부터 뉴질랜드의 일본인 공동체는 공식화된 공동체, 조직 및 문화 기관을 포함하도록 확장되었다. 예를 들어, 1991년에 개설된 캔터베리 일본인 협회가 있다.
현재 뉴질랜드-일본 협회는 14개, 자매 도시는 32개이다. 이러한 조직과 공동체는 일본계 뉴질랜드인의 일본 유산과 뉴질랜드에서의 삶 사이의 다리를 놓기 위해 형성되었다. 아야미 쿠라가사키-로튼은 일본계 뉴질랜드인들이 "태어난 땅과 사는 곳에 대한 이중 충성심을 가지고 있다"고 썼다.

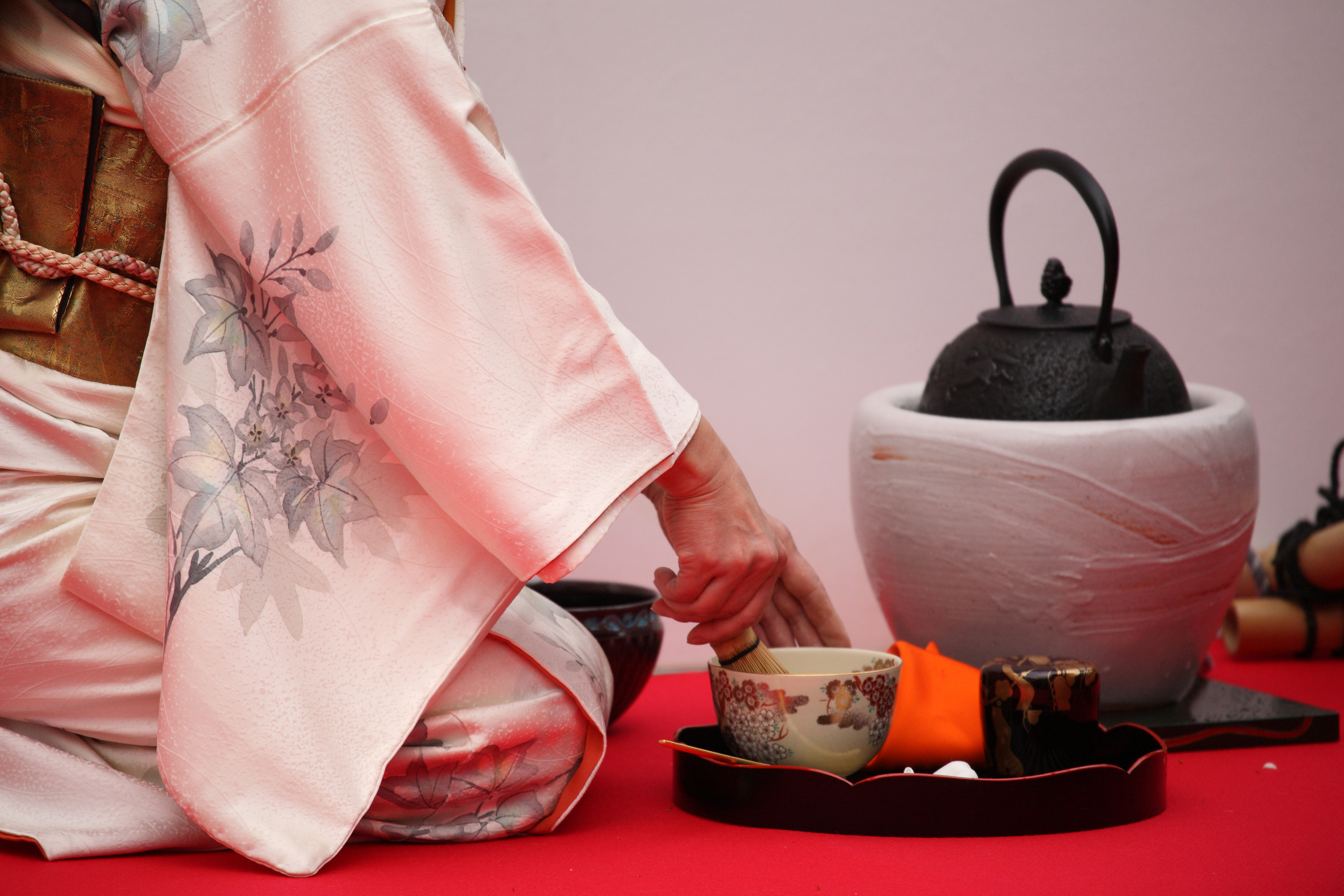
일본 다도

일본계 뉴질랜드인 공동체가 운영하는 조직은 종종 뉴질랜드에 일본 문화를 소개하기 위한 클럽을 운영한다. 오클랜드 뉴질랜드-일본 협회는 일본 다도 클럽인 [아오테카이] 오류: {{전자}}: transliteration text not Latin script (pos 1: 아) (도움말)와 [[[태고 (악기)|태고]]] 오류: {{전자}}: transliteration text not Latin script (pos 3: 태) (도움말) 공연 그룹인 [하에레 마이] 오류: {{전자}}: transliteration text not Latin script (pos 1: 하) (도움말)를 운영한다.
뉴질랜드의 전통 예술 스타일도 일본 전통의 영향을 받았다. 뉴질랜드 도예 기술은 일본에서 뉴질랜드를 방문한 여러 도예가 중 한 명인 하마다 쇼지와 같은 일본 도예가들의 영향을 받았다.
[[[이케바나]]] 오류: {{전자}}: transliteration text not Latin script (pos 3: 이) (도움말)는 1960년대와 1970년대에 뉴질랜드에서 인기를 얻었다. 일본 전문가들의 문화 방문을 통해 소개되면서, 뉴질랜드에 [이케바나] 오류: {{전자}}: transliteration text not Latin script (pos 1: 이) (도움말) 웰링턴과 같은 [이케바나] 오류: {{전자}}: transliteration text not Latin script (pos 1: 이) (도움말) 협회가 설립되었다.
만화와 애니메이션과 같은 일본 대중문화도 뉴질랜드, 특히 젊은 세대 사이에서 인기를 얻고 있다. 뉴질랜드는 매년 애니메이션 및 만화 컨벤션인 오버로드를 개최하는데, 이는 뉴질랜드 애니메이션 및 만화 팬들을 위한 주요 행사로, 지역 및 국제 예술가들이 참여한다. 국내 소매업체들은 만화와 인기 애니메이션, 비디오 게임 및 일본 브랜드 관련 상품을 판매하기 시작했다. 일본 대중문화의 인기가 높아지면서 뉴질랜드에는 코스프레어 및 코스프레 애호가 공동체도 형성되었다.
J-pop은 뉴질랜드에서 열렬한 팬층을 가지고 있다. 2024년 11월 15일, 일본의 버추얼 아이돌인 하츠네 미쿠는 뉴질랜드와 오스트레일리아에서의 데뷔 미쿠 엑스포 콘서트 투어의 일환으로 오클랜드의 벡터 아레나에서 라이브 공연을 펼쳤다. 이 행사에 참여하기 위해 뉴질랜드 전역과 해외에서 수천 명의 코스프레어와 보컬로이드 팬들이 모여들었다.
일본의 무예는 뉴질랜드에서 인기 있는 문화 수출품이다. 2007년에서 2008년 사이에 뉴질랜드에서 약 70,000명이 무예를 수련했다. 유술은 일본에서 온 유술 전문가들이 순회 공연을 통해 뉴질랜드에 처음 소개되었다. 유술은 뉴질랜드에 오락의 한 형태로 처음 소개되었다.
20세기 중반부터 유도가 뉴질랜드에서 더 흔하게 수련되었다. 뉴질랜드의 유도 및 공수도 클럽은 1950년대에 처음 설립되었다. 1957년에는 뉴질랜드에서 전국 유도 선수권 대회가 열렸다. 1967년에는 뉴질랜드에서 최초의 전국 가라테 선수권 대회가 열렸다. 시간이 지남에 따라 일본 무예의 서구화된 스타일이 뉴질랜드에서 만들어졌다. 전통적인 무예 형태도 계속해서 인기를 얻고 있다.

## 주목할 만한 일본계 뉴질랜드인
| 사와이 안나 | 벤 맥라클란 | 유키 기하라 | 해나 오닐 |

- 마이클 피츠제럴드, 프로 축구 선수
- JAY'ED, 싱어송라이터
- 시게유키 기하라, 예술가
- 벤 맥라클란, 프로 테니스 선수
- 쓰키가와 가즈유키 기요헤이, 선원 및 구세군 사관
- 케이 빈센트, 프로 축구 선수
- 사와이 안나, 배우, 댄서 및 가수, FAKY의 전 멤버
- 후지타 니콜, 모델 및 [[[탤런트]]] 오류: {{전자}}: transliteration text not Latin script (pos 3: 탤) (도움말)
- 마크 드 클라이브-로위, DJ, 음악가, 작곡가 및 프로듀서
- 해나 오닐, 발레 댄서
- 노다 아사지로, 뉴질랜드 최초의 일본인 이민자

## 같이 보기
- 뉴질랜드로의 이민
- 재일본 뉴질랜드인
- 일본-뉴질랜드 관계

## 추가 자료
- Shirakawa, Mineko. "EXPERIMENTAL STUDY OF MORPHOLOGICAL CASE MARKING KNOWLEDGE IN JAPANESE-ENGLISH BILINGUAL CHILDREN IN CHRISTCHURCH NEW ZEALAND" (웨이백 머신; 석사 학위 논문). 캔터베리 대학교, 2013.